# Sainte-Marie (Québec)
Sainte-Marie, denumită uneori Sainte-Marie de Beauce, este un oraș din Provincia Québec situat în MRC de La Nouvelle-Beauce. Face parte din regiunea tradițională a Beauce.
Orașul Sainte-Marie este situat la 40km la sud de orașul Québec. Numele său provine de la Marie-Claire Fleury de la Gorgendière, soția primului senior al Sainte-Marie, Thomas-Jacques Taschereau, căruia i-a fost concedată senioria în 1736.
Sainte-Marie este un centru industrial, comercial și agricol important, a cărei influență se întinde în întrega regiune înconjurătoare.

## Geografie
Prezența râului Chaudière care traversează Sainte-Marie este elementul cel mai marcant al teritoriului. 70 % din suprafață este consacrat activității agricole. Este traversat de Autostrada 73 și de Route 173. Pentru cicliști este traversat și de Route Verte 6.

## Personalități născute la Sainte-Marie
- Elzéar-Alexandre Taschereau (1820-1898), cardinal
- Henri-Elzéar Taschereau, judecător
- Marius Barbeau, folclorist

## Înfrățiri
- Pont-du-Château, Franța